# Cogollos Vega
Cogollos Vega – gmina w Hiszpanii w prowincji Grenada we wspólnocie autonomicznej Andaluzji o powierzchni 49,87 km². W 2011 roku gmina liczyła 1983 mieszkańców. Znajduje się w północnej części Vega de Granada, około 14 km od stolicy prowincji.